# Декстер Сити (Охајо)
Декстер Сити (енгл. Dexter City) град је у америчкој савезној држави Охајо.

## Демографија
По попису из 2010. године број становника је 129, што је 37 (-22,3%) становника мање него 2000. године.
| Група             | 2000.        | 2010.       |
| Белци             | 166 (100,0%) | 123 (95,3%) |
| Афроамериканци    | 0 (0,0%)     | 1 (0,8%)    |
| Азијати           | 0 (0,0%)     | 0 (0,0%)    |
| Хиспаноамериканци | 0 (0,0%)     | 0 (0,0%)    |
| Укупно            | 166          | 129         |